# سابین شولتزه
سابین شولتزه (به انگلیسی: Sabine Schulze) (زادهٔ ۱۹ مارس ۱۹۷۲) شناگر اهل آلمان است.